# Склянки

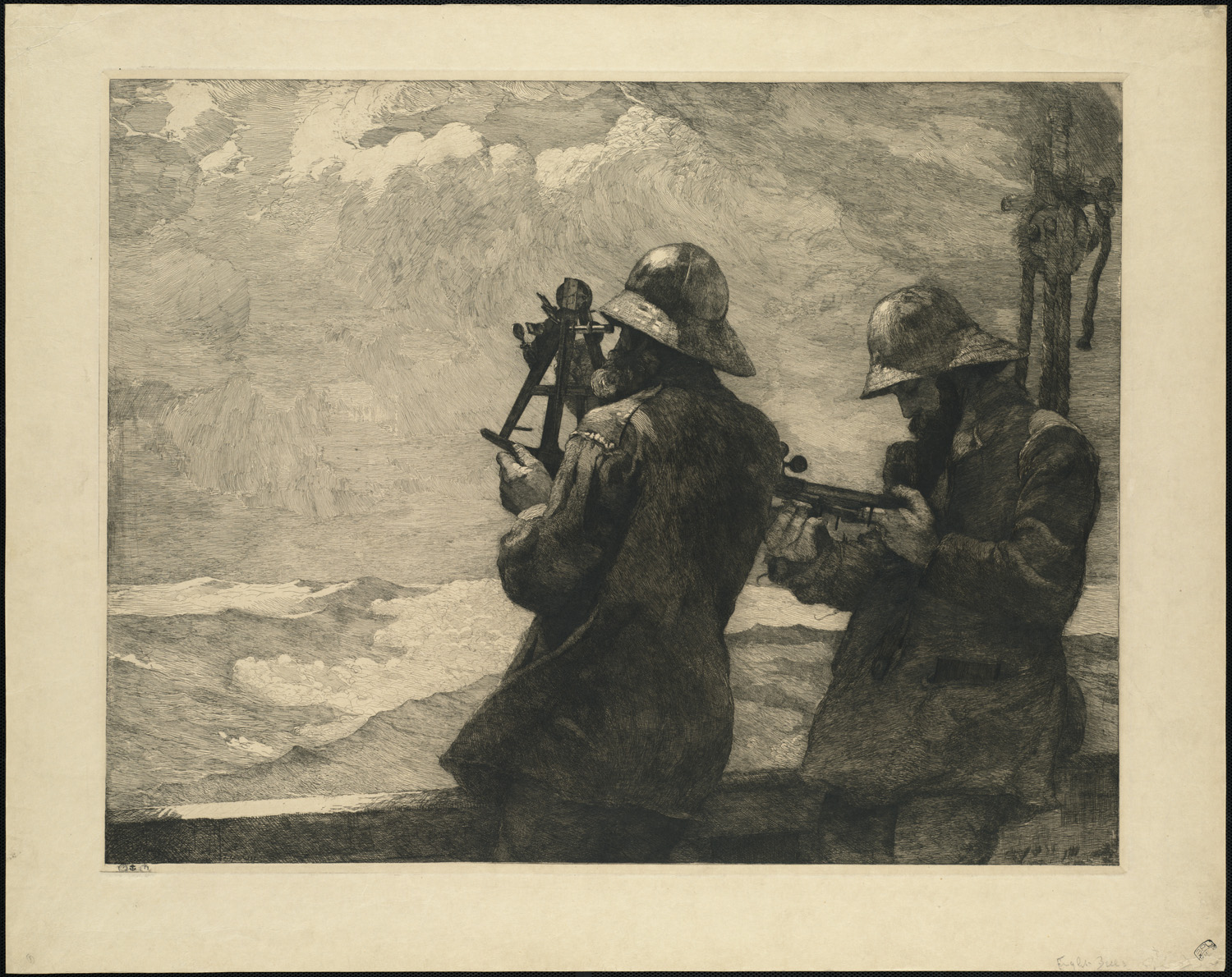
«Вісім склянок», В. Гомер, 1887

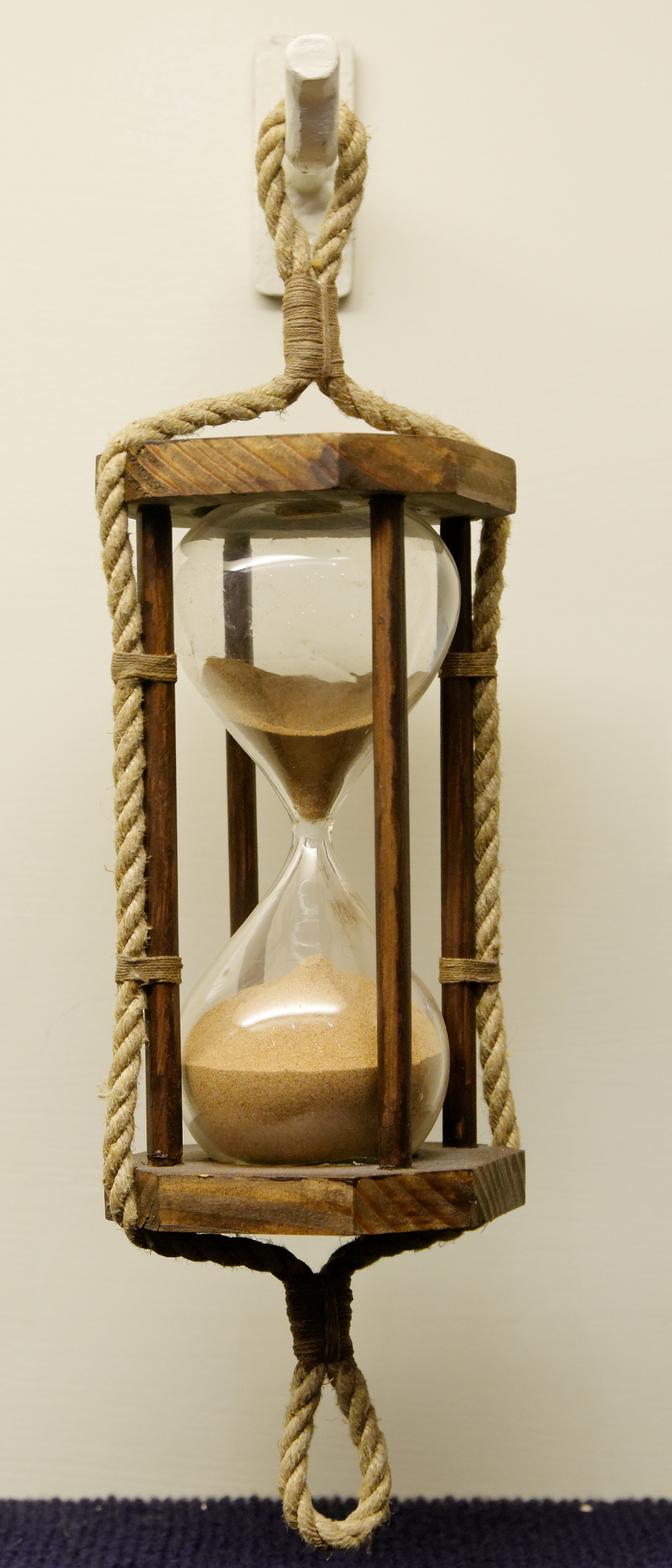
Морський пісковий годинник

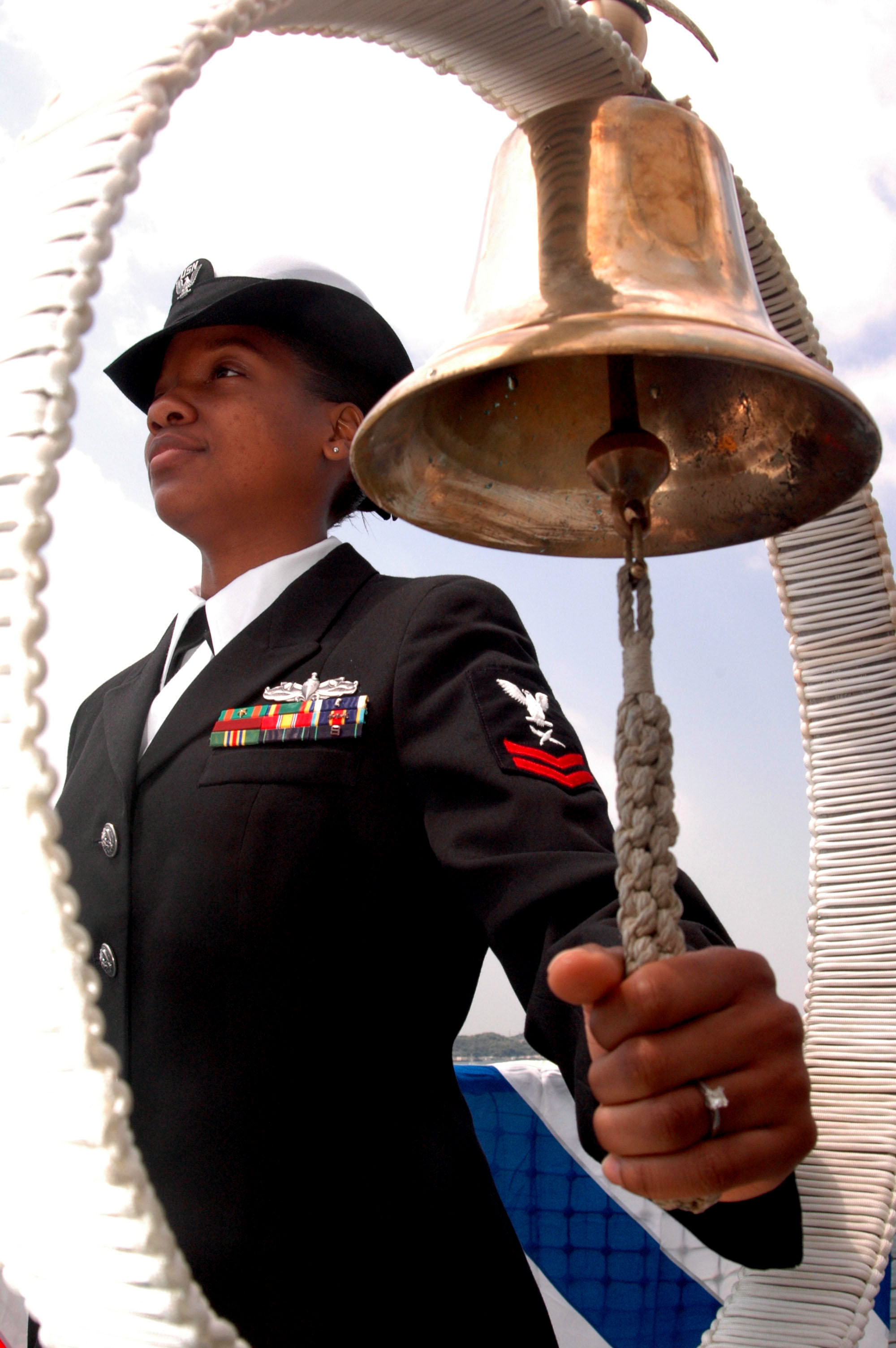
Відбивання склянок на американському військовому кораблі

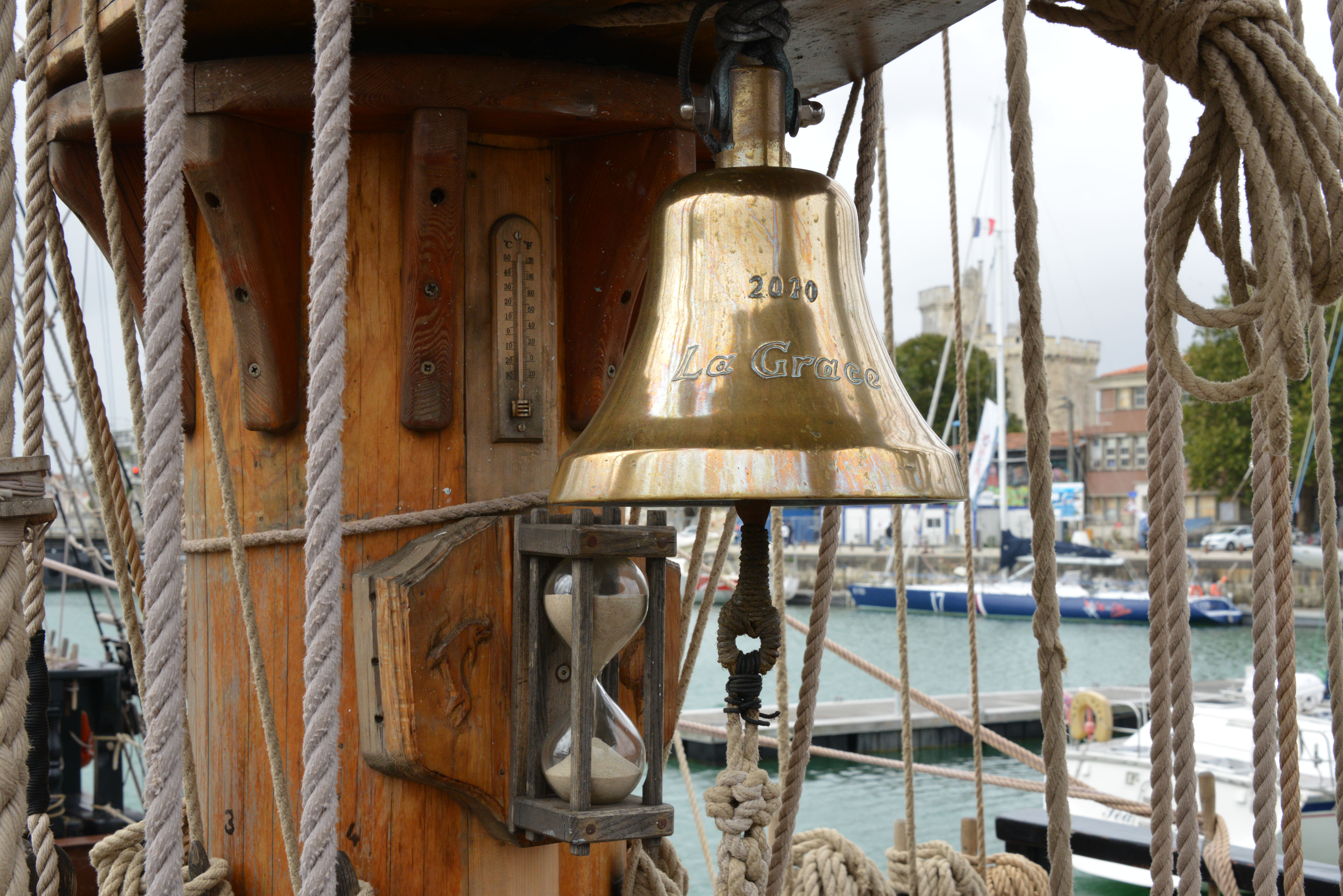
Дзвін і годинник брига La Grace

Склянки — півгодинний проміжок часу на флоті, що отримав назву від однойменного піскового годинника. Кількість склянок показує час, лік їх починається з полудня. Вісім склянок означають чотири години. Щочотири години на судні змінюється вахта, і лік склянок починається знову.
Склянки — назва пісочного годинника з півгодинним ходом, поширеного за часів вітрильного флоту. За ним на суднах відлічували час. Кожні 30 хвилин (щопівгодини) вахтовий матрос перевертав годинник і ударяв у корабельний дзвін.

## Мовні звороти
- Котра склянка? — котра година?
- Бий чотири склянки — вдаряй у дзвін чотири рази (це може значити 2-гу, 6-ту, 10-ту, 14-ту, 18-ту чи 22-гу годину, залежно від вахти).
- Здати під склянку — здати на зберігання вартовому. Цей вираз пішов з тих часів, коли при склянках стояв невідлучно вартовий (вахтовий) матрос і щопівгодини відбивав склянки.

## Позначення часу за склянками
Відлік склянок йде за вахтами. Час полудня оголошується трьома трикратними ударами в дзвін («риндою»). У 12:30 одним однократним ударом відзначається одна склянка, у 1:00 — одним двократним дві склянки, у 1:30 — одним двократним і одним однократним три склянки, у 2:00 двома двократними чотири склянки тощо. У 16:00 чотирма двократними ударами б'ється 8 склянок, і починається нова вахта, де лік склянок починається спочатку. У 00:00 час відзначається чотирма двократними ударами.

### Система, прийнята в Україні (німецька)
| Вахти                                             | Екіпаж | Бій склянки-Ритм-Час | Бій склянки-Ритм-Час | Бій склянки-Ритм-Час | Бій склянки-Ритм-Час | Бій склянки-Ритм-Час | Бій склянки-Ритм-Час | Бій склянки-Ритм-Час | Бій склянки-Ритм-Час | Бій склянки-Ритм-Час |
| Вахти                                             | Екіпаж | 8 .. .. .. ..        | 1 .                  | 2 ..                 | 3 .. .               | 4 .. ..              | 5 .. .. .            | 6 .. .. ..           | 7 .. .. .. .         | 8 .. .. .. ..        |
| ------------------------------------------------- | ------ | -------------------- | -------------------- | -------------------- | -------------------- | -------------------- | -------------------- | -------------------- | -------------------- | -------------------- |
| 1. Вахта (з 04:00 до 08:00) Ранкова вахта         | 1      | 04:00                | 04:30                | 05:00                | 05:30                | 06:00                | 06:30                | 07:00                | 07:30                | 08:00                |
| 2. Вахта (з 08:00 до 12:00) Дополуденна вахта     | 2      | 08:00                | 08:30                | 09:00                | 09:30                | 10:00                | 10:30                | 11:00                | 11:30                | 12:00                |
| 3. Вахта (з 12:00 до 16:00) Післяполуденна вахта  | 3      | 12:00                | 12:30                | 13:00                | 13:30                | 14:00                | 14:30                | 15:00                | 15:30                | 16:00                |
| 4. Вахта (з 16:00 до 20:00) Собача вахта          | 1      | 16:00                | 16:30                | 17:00                | 17:30                | 18:00                | 18:30                | 19:00                | 19:30                | 20:00                |
| 1. Нічна вахта (з 20:00 до 24:00) Вечірня вахта   | 2      | 20:00                | 20:30                | 21:00                | 21:30                | 22:00                | 22:30                | 23:00                | 23:30                | 24:00                |
| 2. Нічна вахта (з 00:00 до 04:00) Сторожова вахта | 3      | 00:00                | 00:30                | 01:00                | 01:30                | 02:00                | 02:30                | 03:00                | 03:30                | 04:00                |

### Британська система
| Число ударів   | Позначення ударів | Середня вахта | Ранкова вахта | Передполуденна вахта | Післяполуденна вахта | Перша собача вахта | Друга собача вахта | Перша вахта |
| Одна склянка   | .                 | 0:30          | 4:30          | 8:30                 | 12:30                | 16:30              | 18:30              | 20:30       |
| Дві склянки    | ..                | 1:00          | 5:00          | 9:00                 | 13:00                | 17:00              | 19:00              | 21:00       |
| Три склянки    | .. .              | 1:30          | 5:30          | 9:30                 | 13:30                | 17:30              | 19:30              | 21:30       |
| Чотири склянки | .. ..             | 2:00          | 6:00          | 10:00                | 14:00                | 18:00              |                    | 22:00       |
| П'ять склянок  | .. .. .           | 2:30          | 6:30          | 10:30                | 14:30                |                    | 18:30              | 22:30       |
| Шість склянок  | .. .. ..          | 3:00          | 7:00          | 11:00                | 15:00                |                    | 19:00              | 23:00       |
| Сім склянок    | .. .. .. .        | 3:30          | 7:30          | 11:30                | 15:30                |                    | 19:30              | 23:30       |
| Вісім склянок  | .. .. .. ..       | 4:00          | 8:00          | 12:00                | 16:00                |                    | 20:00              | 0:00        |